# Jhonny Rivera
Jhon Jairo Rivera Valencia (Pereira, Risaralda; 23 de febrero de 1974), conocido como Jhonny Rivera, es un cantante de música popular, actor y empresario colombiano.

## Biografía

### Inicios

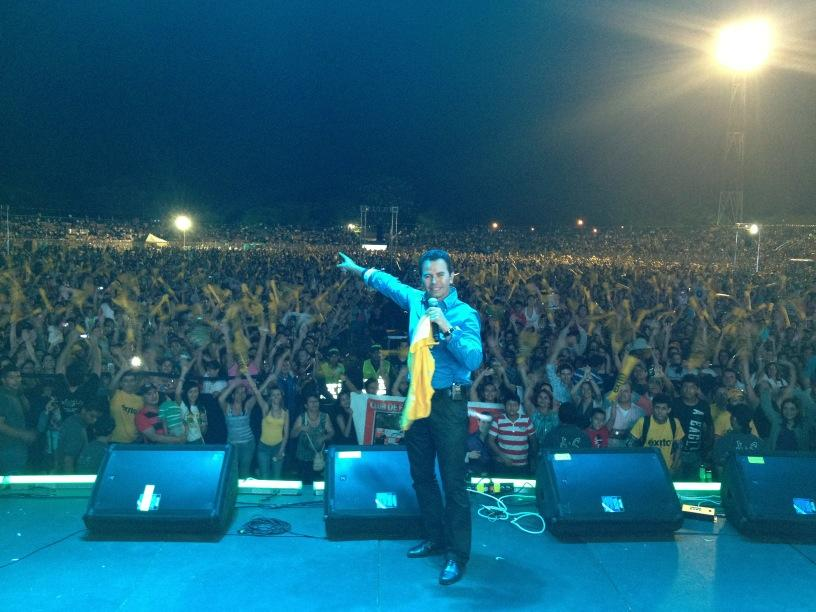
Jhonny Rivera en concierto.

Una desilusión amorosa lo llevó a componer su primer éxito: El Dolor de Una Partida, que empezó a sonar en su natal Pereira; desde ahí fue pegando  poco a poco . 
Pero en  2005 a 2006 invita a Lady Yuliana a grabar su más grande éxito “Empecemos De Cero” que fue el tema que lo catapultó a nivel nacional e internacional. 

### Consolidación musical

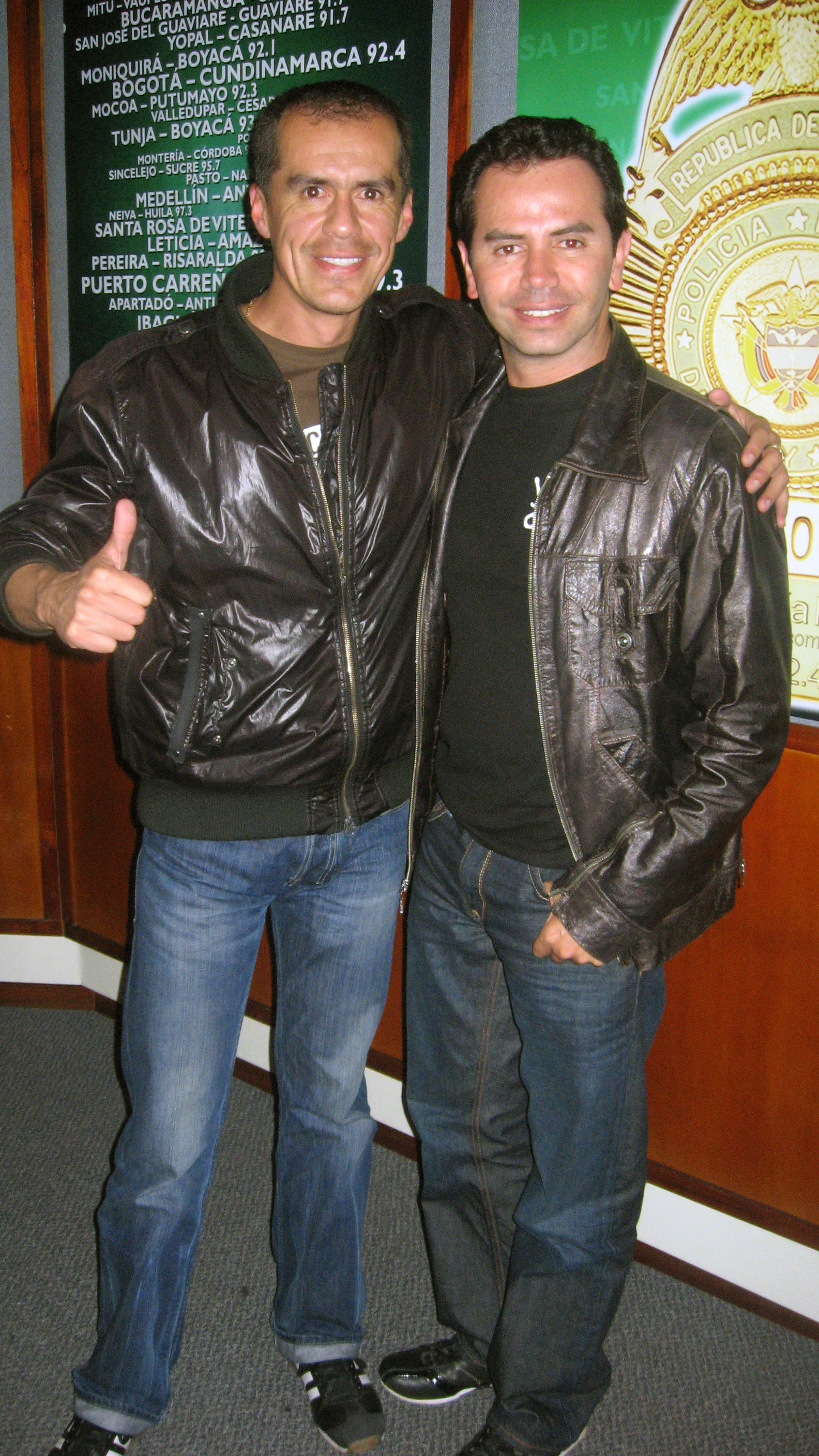
Jhonny Rivera con un fan en 2010.

Tuvo su éxito nacional con Soy Soltero y Mejor Sólito con el que obtuvo el Premios Nuestra Tierra a Mejor Canción Tropical, ese mismo día la pudo cantar en los premios junto a una de las cantantes más exitosas de Colombia como lo es Fanny Lu. Desde entonces cada canción que lanza ocupa lugares importantes en todo el país. 
Ha podido compartir tarima con grandes exponentes como Vicente Fernández, Diomedes Díaz, Ana Gabriel, Marc Anthony, Jorge Celedón y muchos más, de talla nacional como internacional.
Ha hecho más de doce giras por España, Ecuador, Estados Unidos, Venezuela y Aruba. Recibió los reconocimientos de Verdadero Orgullo Hispano en Estados Unidos, número uno de la música popular Colombiana España, portada de la revista latina en Francia, reportajes de la revista Billboard de habla hispana más importante de mundo y dos Discos de Oro, el primero por su álbum Soy Soltero y el segundo por El Intenso.
En el 2010 se mide a lanzar de nuevo una canción tropical titulada El Tímido que se convirtió en un éxito nacional como internacional.
En el año 2011 se arriesga a lanzar una canción urbana y estrena con éxito Mi Único Tesoro con el artista más importante del momento J Balvin.
A comienzos de 2012 su nuevo álbum Te Sigo Queriendo contiene la canción Por Una Cerveza la cual es la más vista de él en YouTube con cerca de 10 000 000 de reproducciones.
Se presenta por segunda vez en los Premios Nuestra Tierra esta vez nuevamente acompañado con su hijo Andy Rivera cantando Te Pintaron Pajaritos, en versión popular como urbana.

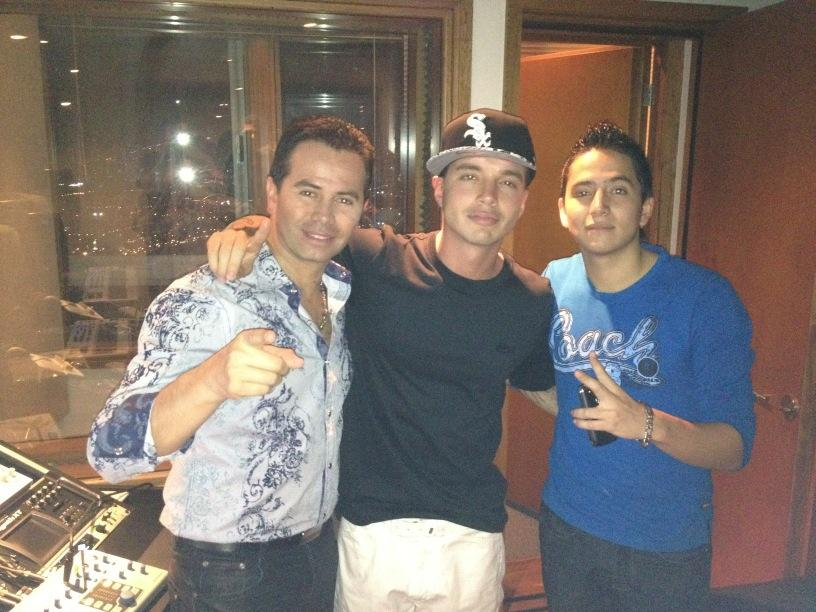
Jhonny junto a J Balvin y Andy Rivera en 2012.

Para el 2014 presenta su séptimo trabajo discográfico titulado No Hay Porque Esperar acompañado de la cantante mexicana Yolanda del Río. Hizo una bachata con su hijo Andy Rivera titulada El Que la Hace la Paga, tiempo después estrena El Pegao su éxito de fin de año que se convirtió en todo un éxito nacional siendo escogido para la Feria de Cali y en tiempo récord teniendo cerca de 5'000.000 reproducciones en su canal de YouTube y es la primera canción que llega al segundo lugar en National Report en Crossover de todos los géneros.
Para el 2015 está promocionando su nueva canción Por Andar Enamorao que ha tenido buena acogida en todo el país, metiéndola a su último álbum "No Hay Porque Esperar", ha tenido en un mes medio millón de vistas. Además ha oscilado entre la primera y segunda posición del ranking Top Latin Songs - Popular Colombia de Monitor Latino donde se ha mantenido por 15 semanas gracias al gusto del público.
El 12 de abril recibe su tercer Disco de Oro por sus ventas en el álbum No Hay Porque Esperar. Días después El Tiempo Dirá Quien Miente en su canal de YouTube acompañado por tercera vez con Lady Yuliana, titulando esto como un reencuentro después de casi 8 años sin grabar juntos.
El 14 de mayo lanza Me voy a casar junto a Darío Gómez. El 7 de agosto su canción Tomando Cerveza sería #1 en National Report crossover siendo su primera canción número uno en dicho listado.
Para febrero de 2017 lanza su nuevo álbum titulados Soy de Pueblo donde su primer sencillo se llama igual en el que cuenta su vida, a los pocos días de su lanzamiento lo hace merecedor de su primer disco de platino, además trae colaboración con Yeison Jiménez. El 5 de abril estrena su primer vídeo en su página de VEVO siendo el primer artista de música popular que tiene canal allí, estrena Siga Bebiendo junto a Yeison Jiménez.
El 5 de junio lanzó su sencillo Como Una Pelota en colaboración con el reconocido cantante mexicano Espinoza Paz siendo la primera vez que se una con un artista de música mexicana internacional.
El 7 de febrero de 2019 lanza Te Extraño canción de despecho que logra tener un millón de visitas a los tres días, siendo récord para él, aparte a la semana llega a los dos millones de visitas. A las semanas lanza Tu Veneno junto al artista popular del momento Jessi Uribe siendo el vídeo más visto en menos tiempo de Jhonny. Para finales del año lanza un hit musical titula Alguien Me Gusta junto a su hijo Andy Rivera y Jessi Uribe con el que subiría la canción número 1 de Colombia, este sería uno de los años más exitosos en su carrera.
En el 2020 vuelven los Premios Nuestra Tierra en el que obtiene 4 nominaciones incluyendo Canción del año, Canción popular y Canción del publico por Alguien Me Gusta y Artista popular del año.
A finales del 2024 luego de sin números de éxitos y ya como un artista consolidado a nivel nacional con sin fin de canciones que volvieron a tener viralidad luego de varios años lanza su primer Movistar Arena en Bogotá. El 3 de mayo realiza su primer sold oult en el Movistar Arena frente a 15.000 espectadores llevando a ocho artistas como invitados adicionales, adicionalmente confirmaría un segundo Movistar Arena para el 13 de septiembre.

## Vida privada

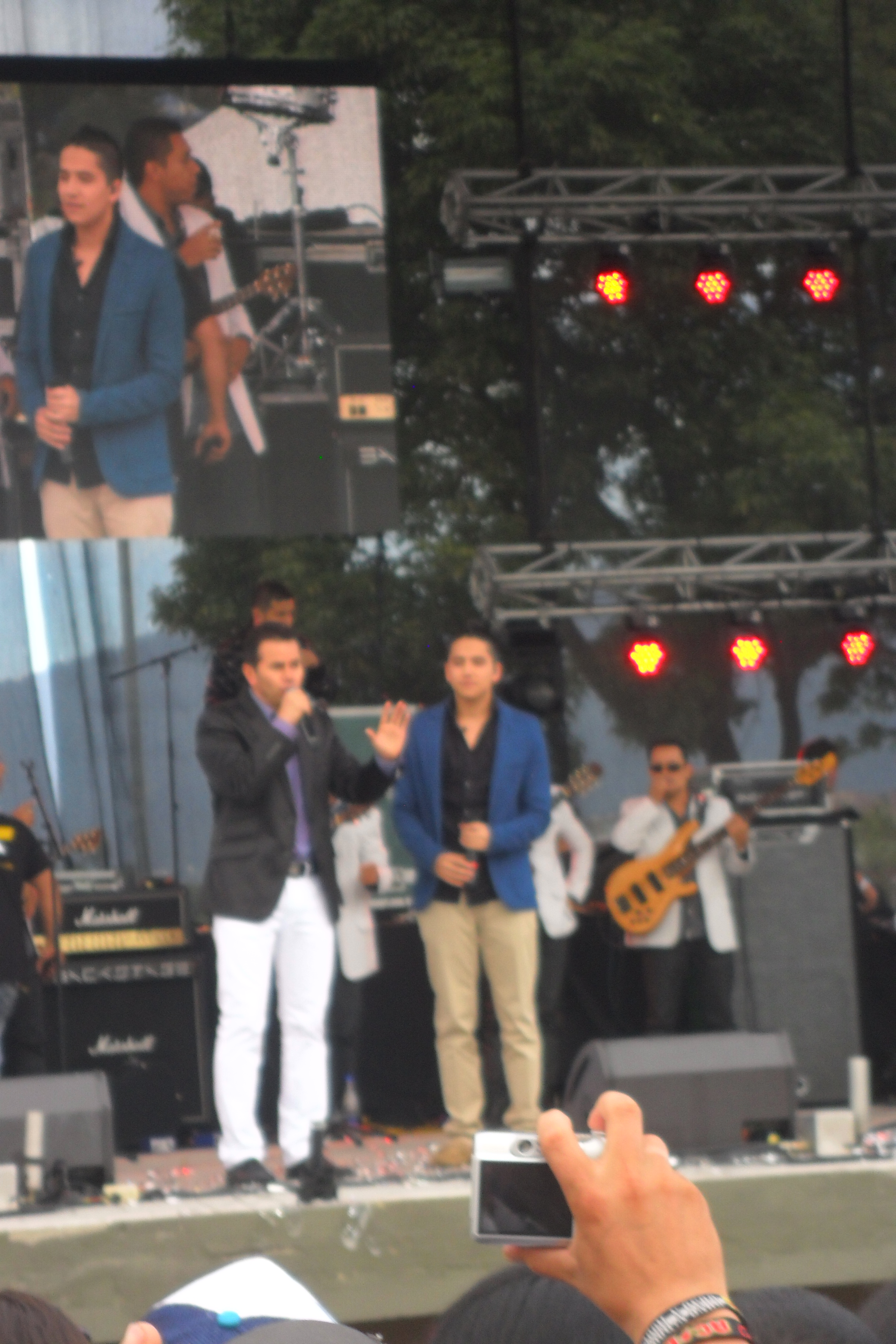
Jhonny y su hijo Andy Rivera.

Jhon Jairo Rivera Valencia nació en Pereira, Colombia es el tercero de cuatro hijos, sus padres María Mabel Valencia y Jose Oscar Rivera'. y sus hermanos Julieta, Luz Piedad y Oscar Mario unos campesinos como él.
A los 17 años se fue de la vereda Pérez en Arabia, Pereira, hacia Bogotá donde vivió momentos muy difíciles consiguiendo cualquier tipo de trabajo pero ninguno mantuvo su situación económica. Su novia se fue a vivir con él y tuvieron un hijo. Ella lo dejó para irse a España y al tiempo también se fue su hijo.
Él mismo lo dice fueron los momentos más difíciles de su vida hasta tratando de suicidarse.
Volvió a su casa en Pereira donde tuvo la oportunidad de componer y grabar una canción, la cual lo envió al éxito. 
Su hijo Andy Rivera volvió de España y siguió sus pasos de cantante pero en el género urbano (reguetón).
Desde el año 2020 tiene una relación con Jenny López (corista de su agrupación) con quién lanzo la canción Culpables, luego de recibir varias críticas por la diferencia de edad de 30 años. 
El 3 de mayo en medio de su concierto en el Movistar Arena de Bogotá se comprometerían para casarse.

## Filmografía
| Año  | Programa                    | Personaje                                                                |
| ---- | --------------------------- | ------------------------------------------------------------------------ |
| 2010 | El Cartel de los Sapos      | Antonio Villegas                                                         |
| 2013 | La Pista                    | Invitado (1 capítulo) cantando Al Son Que Me Toquen Bailo con Pipe Bueno |
| 2008 | Nadie es Eterno en el Mundo | Invitado                                                                 |

## Colaboraciones
- Empecemos de Cero (feat. Lady Yuliana)
- Por Que Se Fue (feat. Charrito Negro)
- Se Que Te Falle (feat. Lady Yuliana)
- Mi Único Tesoro (feat. J Balvin)
- Tomando Cerveza (feat. Francisco Gómez)[13]
- Celos "En vivo" (feat. Fanny Lu)
- Amor y Despecho (feat. Jhon Alex Castaño)
- Al Son Que Me Toquen Bailo (feat. Pipe Bueno)[14]
- Sabía Que Tu No Cambiarías (feat. Yolanda del Río)
- Papi (feat. Ricardo Torres y su Mariachi)
- El Que la Hace la Paga (feat. Andy Rivera)[15]
- El Tiempo Dirá Quien Miente (feat. Lady Yuliana)
- Me Voy A Casar (feat. Darío Gómez)
- Ser Colombiano Es Un Lujo (feat. El Orejón)
- Así Es La Vida (feat. Mauro Ayala)
- Como Duele (feat. Los Hermanos Medina)
- Comamos Sano (feat. Mauricio López)
- Siga Bebiendo (feat. Yeison Jiménez)
- Como Una Pelota (feat. Espinoza Paz)
- Se Fue Con Otro (feat. Ivan Carrera)
- Tu Veneno (feat. Jessi Uribe)
- Escápate (feat. Ciro Quiñonez)
- Alguien Me Gusta (feat. Andy Rivera y Jessi Uribe)
- El Camino de la Vida (feat. Trio de América)
- Usted No Me Olvida (remix) (feat. Joaquin Quiller, Pipe Bueno y Paola Jara)
- Guaro (remix) (feat. Pipe Bueno y más)
- Mi Decisión (remix) (feat. Sebastián Ayala, Andy Rivera)
- La Santa y La Diabla (remix) (feat. Alexis Escobar, Jessi Uribe y Jhon Alex Castaño)
- La Estamos Pasando Bueno (feat. Joaquin Quiller)
- Enamora'o (feat. Nico Hernández)
- Doce y Treinta (feat. Luis Alfonso)
- Comprendí Que Te Perdí (remix) (feat. Andy Rivera)

## Discográfica
- Ya No Dudes de Mi (2004)
- Una Voz que Llega al Alma (2006)
- Soy Soltero (2007)
- Sólo Éxitos (2007)
- El Intenso (2008)[16]
- Tengo Rabia Conmigo (2009)
- Te Sigo Queriendo (2011)
- No Hay Porqué Esperar (2014)
- Soy De Pueblo (2017)

## Premios y nominaciones

### Premios Nuestra Tierra
| Año  | Trabajo nominado                                   | Categoría                | Resultado |
| ---- | -------------------------------------------------- | ------------------------ | --------- |
| 2007 | Jhonny Rivera                                      | Mejor Nuevo Artista      | Nominado  |
| 2007 | Empecemos De Cero (feat. Lady Yuliana)             | Canción popular del Año  | Ganador   |
| 2007 | Jhonny Rivera                                      | Artista popular del Año  | Nominado  |
| 2007 | Jhonny Rivera                                      | Artista del público      | Nominado  |
| 2008 | Jhonny Rivera                                      | Artista del Año          | Nominado  |
| 2008 | Soy Soltero                                        | Canción del Año          | Nominado  |
| 2008 | Jhonny Rivera                                      | Artista Popular del Año  | Nominado  |
| 2008 | Soy Soltero                                        | Canción Popular del Año  | Nominado  |
| 2008 | Jhonny Rivera                                      | Artista del Público      | Nominado  |
| 2008 | Soy Soltero                                        | Canción del público      | Nominado  |
| 2009 | Mejor Sólito                                       | Canción Tropical del Año | Ganador   |
| 2009 | Mejor Sólito                                       | Canción popular del Año  | Nominado  |
| 2009 | Jhonny Rivera                                      | Artista popular del Año  | Nominado  |
| 2009 | Jhonny Rivera                                      | Artista del Público      | Nominado  |
| 2009 | Mejor Sólito                                       | Canción del público      | Nominado  |
| 2010 | El Tímido                                          | Canción popular del Año  | Nominado  |
| 2010 | Jhonny Rivera                                      | Artista popular del Año  | Nominado  |
| 2010 | Jhonny Rivera                                      | Artista del Público      | Nominado  |
| 2011 | Mi Único Tesoro (feat. J Balvin)                   | Canción popular del Año  | Nominado  |
| 2011 | Jhonny Rivera                                      | Artista popular del Año  | Ganador   |
| 2012 | Te Sigo Queriendo                                  | Canción popular del Año  | Nominado  |
| 2012 | Jhonny Rivera                                      | Artista popular del Año  | Ganador   |
| 2013 | Me lo Mochó Por Infiel                             | Canción popular del Año  | Nominado  |
| 2013 | Jhonny Rivera                                      | Artista popular del Año  | Nominado  |
| 2014 | Al Son Que Me Toquen Bailo (feat. Pipe Bueno)      | Canción popular del Año  | Ganador   |
| 2014 | Jhonny Rivera                                      | Artista popular del Año  | Nominado  |
| 2020 | Alguien Me Gusta (feat. Andy Rivera y Jessi Uribe) | Canción del Año          | Nominado  |
| 2020 | Alguien Me Gusta (feat. Andy Rivera y Jessi Uribe) | Canción popular del Año  | Nominado  |
| 2020 | Jhonny Rivera                                      | Artista popular del Año  | Nominado  |
| 2020 | Alguien Me Gusta (feat. Andy Rivera y Jessi Uribe) | Canción del público      | Nominado  |
| 2021 | Jhonny Rivera                                      | Artista popular del Año  | Nominado  |
| 2024 | Jhonny Rivera                                      | Artista popular del Año  | Nominado  |